# L'impero dei dinosauri
L'impero dei dinosauri (in inglese When Dinosaurs Roamed America) è un documentario statunitense trasmesso su Discovery Channel nel 2001.

## Trama
La vita dei dinosauri del Nord America si è rivelata sorprendente. Ogni storia è avvincente e ben descritta. Da un Celofiso che esplora il mondo intorno a lui, mentre un Tyrannosaurus rex adolescente impara da sua madre come cacciare e durante il Giurassico ci sarà anche una storia d'amore tra due Stegosauri. Questo documentario mostra anche il pubblico reale con reperti fossili e dei musei che espongono per mostrare il lavoro dei ricercatori. Questo è educativo, emozionante, ed è un ben eseguito dalla Discovery Channel e dalla BBC innovativa con la miniserie Nel mondo dei dinosauri.

## Episodi

### Triassico superiore (220 milioni di anni fa)
L'episodio si svolge a New York, dopo l'estinzione Permiano-Triassico si sono sviluppate nuove forme di vita; tra cui il Celofisio che è considerato l'antenato dei dinosauri che predava Icarosauri, insetti e piccoli animali e che se la doveva vedere con il Desmatosuco e il Rutiodonte.
Compaiono:
- Celofisio
- Desmatosuco
- Rutiodonte
- Traversodonte
- Icarosauro
- Locusta
- Mammifero non identificato (interpretato dal vivo da un Quoll Orientale)

### Giurassico inferiore (200 milioni di anni fa)
Ora l'episodio si sposta in Pennsylvania, dove un gruppo di Syntarsus attaccano un Anchisauro che poi verrà ucciso da un Dilofosauro. Poi il narratore spiega che il Sintarso si evolverà in grandi carnivori come l'Allosauro, l'Anchisauro invece nei sauropodi.
Compaiono:
- Syntarsus
- Anchisauro
- Dilofosauro

### Giurassico superiore (150 milioni di anni fa)
Nel terzo episodio la storia si svolge nello Utah, durante un periodo di siccità. Dove mostra un Ceratosauro che attacca dei Driosauri, poi combatte con uno Stegosauro ed infine verrà ucciso da un Allosauro. Infine in seguito arriveranno le piogge con la mandria di Camarasauri e con quella degli Apatosauri, uno di questi ultimi muore e favorisce un banchetto per gli Allosauri.
Compaiono:
- Driosauro
- Camarasauro
- Stegosauro
- Ceratosauro
- Pterodattilo non identificato (Probabilmente un Comodactylus)
- Apatosauro
- Allosauro

### Cretaceo medio (90 milioni di anni fa)
Il penultimo episodio si sposta nelle foreste del Nuovo Messico, dove dei piccoli celurosauri scorrazzano nella foresta, ed una femmina di Dromaeosauro attacca un Notronico dopo essere stata allontanata da un gruppo della sua stessa specie, solo che non ci riesce. Poi ci riprova con il gruppo attaccando un vecchio maschio di Zuniceratopo. Ma poi arriva un incendio boschivo e vi rimangono intrappolati, ma riescono a salvarsi.
Compaiono:
- Zuniceratopo
- Dromaeosauro
- Celurosauro
- Notronico
- Triceratopo (di cui compare solo l'ombra)

### Cretaceo superiore (65 milioni di anni fa)
Nell'ultimo episodio viene mostrato che alcuni dinosauri cornuti come lo Zuniceratopo hanno dato spazio ad altri lontani cugini della stessa famiglia come il famoso Triceratopo, ed mentre una mandria di questi erbivori pascola insieme agli Anatotitani, vengono mostrate altre creature sorprendenti che insieme ad essi dominano incontrastati tutto il loro paesaggio in perfetta armonia. Mentre un Quetzalcoatlo scende a terra per nutrirsi di una carcassa di un Triceratopo morto, egli viene attaccato da un giovane Tirannosauro Rex, tuttavia riesce a volare via appena in tempo. Il giorno seguente il giovane con la sua famiglia riescono a catturare e ad uccidere un Anatotitano del branco. Ma mentre se lo mangiano, il tremendo meteorite cade sulla terra e fa estinguere tutti i dinosauri, subito dopo il cataclisma una tartaruga esce dalla sua tana ed viene mostrato un uccello vola sopra di lei e che quindi ci fa capire che i dinosauri si sono evolutisi negli uccelli. Poi dei mammiferi (simili a opossum) chiamati Purgatorius escono delle loro tane. Ed a fine episodio il narratore ci spiegherà che questi mammiferi si evolveranno negli esseri umani.
Compaiono:
- Ragno (non nominato)
- Triceratopo
- Quetzalcoatlo
- Ornitomimo (non nominato)
- Anatotitano
- Tirannosauro
- Tartaruga
- Uccello
- Purgatorius